# Parque Nacional do Perímetro da Base Naval de Olongapo
O Parque Nacional do Perímetro da Base Naval de Olongapo é um parque nacional e área protegida localizado em Zambales, nas Filipinas. O parque foi criado em 1968 e tem aproximadamente 0,09 quilómetros quadrados.